# Zekkeishoku
Zekkeishoku (絶景色?) es el primer álbum de la banda japonesa A9, lanzado el 26 de abril de 2006. Su edición limitada viene con un DVD con el video promocional de la canción Velvet.

## Lista de canciones
1. Corona (光環) – 5:11
2. Velvet (ヴェルヴェット) – 5:15
3. FANTASY – 5:27
4. 3.2.1.REAL-SE- – 1:09
5. Haru, Sakura no Koro (春、さくらの頃) – 5:01
6. DEAD SCHOOL SCREAMING – 3:49
7. Kokkai no Kurage -Instrumental- (黒海の海月-Instrumental-) – 1:08
8. jelly fish – 5:37
9. World End Anthology (ワールドエンドアンソロジー) – 3:50
10. Q.– 2:48
11. Kowloon-NINE HEADS RODEO SHOW- (九龍-NINE HEADS RODEO SHOW-) – 4:38
12. ARMOR RING – 7:23